# Fernando del Castillo Tang
Fernando del Castillo Tang (Lamas, 25 de agosto de 1973) es un ingeniero civil y político peruano. Fue alcalde de la provincia de Lamas en dos oportunidades de 2011 a 2013 y de 2014 a 2018. Además fue consejero regional del Gobierno Regional de San Martín entre 2003 y 2006.
Nació en Lamas, Perú, el 25 de agosto de 1973, hijo de Abraham del Castillo Zulueta y Bella Carola Tang Arbildo. Cursó sus estudios primarios y secundarios en su ciudad natal. Entre 1990 y 1995 cursó estudios superiores de ingeniería civil en la Universidad Nacional de San Martín. Miembro del Partido Aprista Peruano, fue secretario general provincial entre el 2004 y 2007. Desde el 2011 es miembro del movimiento regional Fuerza Comunal.
Su primera participación política se dio en las elecciones regionales del 2002 cuando fue elegido consejero regional por el Partido Aprista Peruano. En las elecciones municipales del 2006 tentó su elección como alcalde provincial de Lamas sin éxito. Fue elegido para ese cargo en las elecciones municipales del 2010 para el periodo 2011-2014 pero fue vacado en el año 2013 debido a que se ordenó su detención por una disposición de prisión preventiva. Estando preso, postuló nuevamente en las elecciones municipales del 2014 siendo reelecto. Ambas elecciones fueron por el movimiento Fuerza Regional.